# Niels Bennike
Niels Bennike (* 6. August 1925 in Kopenhagen; † 8. März 2016) war ein dänischer Fußballspieler, der auf der Position eines Mittelfeldspielers agierte.
Niels Bennike begann seine Karriere beim KB Kopenhagen; zur Saison 1950/51 wechselte er erstmals ins Ausland zum italienischen Serie-B-Verein SPAL Ferrara. Hier vermochte sich der Däne auf Anhieb durchzusetzen und war mit seinen 15 Treffern maßgeblich daran beteiligt, dass SPAL Ferrara in die Serie A aufstieg. In den folgenden zwei Spielzeiten konnte sich SPAL im Mittelfeld der höchsten italienischen Liga behaupten. Zur Saison 1953/54 verließ Bennike SPAL in Richtung Genua 1893, wo er seine Karriere nach einer Saison beendete.
Für die dänische Nationalmannschaft hat er insgesamt 7 Länderspiele bestritten.

## Vereine
- KB Kopenhagen
- SPAL Ferrara Serie B 1950/51  33 Spiele – 15 Tore
- SPAL Ferrara Serie A 1951/52  33 Spiele – 4 Tore
- SPAL Ferrara Serie A 1952/53  28 Spiele – 4 Tore
- Genua 1893 Serie A 1953/54  26 Spiele – 5 Tore

## Zusammenfassung
- Serie A 87 Spiele – 13 Tore
- Serie B 33 Spiele – 15 Tore

Total: 120 Spiele – 28 Tore